# Фахрие Евджен
Фахрие Евджен Йозчивит (на турски: Fahriye Evcen Özçivit) е турска актриса. Най-известна е с ролята си на Неджля в сериала „Листопад“.

## Биография и кариера
Фахрие Евджен е родена на 4 юни 1986 г. в Солинген, Германия. Тя е най-малката от четири сестри. Баща ѝ е емигрант от Солун, а майка ѝ е черкезка. Когато е на седем години, идват трудни времена за всички турци в Солинген, известни като Пожарът в Солинген през 1993 г. Учи социология в университета „Хайнрих Хайне“ в Дюселдорф, но прекъсва и се премества с майка си в Истанбул. Фахрие знае турски, английски, немски и испански.
Когато я откриват за киното ѝ предлагат роля в сериал в Турция. Нейният първи опит е през 2005 г. с поредицата „Никога не забравяй“ като гост-актьор. През 2006 г. изиграва кратка роля в сериала „Меланхолия“ заедно с Емре Алту. През същата година започва да се снима в сериала „Листопад“, където изпълнява ролята на една от сестрите в семейство Текин – Неджля, след което започва и голямата ѝ популярност. В началото на 2009 г. Фахрие постъпва в Босфорския университет, където изучава история, но по-късно прекъсва заради участието си в „Листопад“. Евджен завършва университета през 2014 г.
През 2007 г. получава първата си роля в киното, във филма „Небеса“, където си партнира с Енгин Алтан Дюзайтан. Една година по-късно отново се снима за киното заедно с Толгахан Саишман – в „Мач за двама“.
През февруари 2011 г. участва в италиано-турската продукция „Синьора Енрика“ заедно с Клаудия Кардинале, където изпълнява ролята на младата Енрика. Фахрие участва в „Чучулигата“ заедно с Бурак Йозчивит. Има роля и във филма „Любовта прилича на теб“, чиято премиера е на 23 януари 2015 г. Сега продължава висшето си образованието в университета Boğaziçi в Истанбул.

### Личен живот
В личния ѝ живот обаче не ѝ върви. Талантливата актриса преживява болезнена връзка с колегата си Йозджан Дениз. Актьорът обаче е известен със слабостта си към нежния пол и това създава постоянно конфликти между двамата. Накрая се разделят.
С Бурак Йозчивит се запознават по време на снимките на култовата поредица, която е екранизация по едноименния роман. Той е любовта на живота й. Любовта между тях бързо се разпалва. „Чучулигата“ веднага се превърна в тотален хит. През 2016 г. той и предлага брак. На 29 юни 2017 г. Фахрие стана официално съпруга на Бурак Йозчивит. Към момента те са все така влюбени и се наслаждават на прекрасния си живот.

## Филмография
|             | Заглавие                  | Роля           |
| ----------- | ------------------------- | -------------- |
| 2005        | Никога на забравяй        | Пънар          |
| 2006        | Меланхолия                | Сонгюл         |
| 2006 – 2010 | Листопад                  | Неждля Текин   |
| 2007        | Небеса                    | момиче         |
| 2008        | Мач за двама              | Пънар          |
| 2010        | Команда: По пътя на Аллах | Севде          |
| 2011        | Синьора Енрика            | младата Енрика |
| 2011        | Лъжовна пролет            | Зейнеп         |
| 2012        | Ти си моят дом            | Лейля          |
| 2012        | Сбогом                    | Мехпаре        |
| 2013 – 2014 | Чучулигата                | Фериде         |
| 2014        | С Русия в сърцето         | Мюрвет         |
| 2015        | Любовта прилича на теб    | Дениз          |
| 2017        | До смърт                  | Селви          |
| 2017        | Безкрайна любов           | Зейнеп         |
| 2021 –      | Великото пробуждане       | Акча Хатун     |

## Награди и номинации
| Година | Категория                | Проект                 | Резултат |
| ------ | ------------------------ | ---------------------- | -------- |
| 2013   | Най-харесвана актриса    | Ти си моят дом         | Печели   |
| 2013   | Най-добра актриса        | Ти си моят дом         | Печели   |
| 2013   | Актриса на годината      | Ти си моят дом         | Печели   |
| 2014   | Най-стилна актриса       | –                      | Печели   |
| 2016   | Най-възхитителна актриса | Любовта прилича на теб | Печели   |